# E Street Band
L'E Street Band és el grup que acompanya el cantant de rock nord-americà Bruce Springsteen des del 1972. Han enregistrat també, tant individualment com com a formació, amb altres artistes com ara Bob Dylan, Meat Loaf, Bonnie Tyler, Dire Straits, David Bowie, Peter Gabriel, Sting, Ian Hunter, Ringo Starr, Ronnie Spector, Gary U.S. Bonds, Darlene Love, Southside Johnny, Santana, Lucinda Williams, Steve Earle, Emmylou Harris, Tracy Chapman i Aretha Franklin.
Quan no han treballat amb Bruce Springsteen, alguns membres de la formació han enregistrat materials en solitari i han seguit carreres d'èxit en sessions musicals, producció de discos, compositors, actors i altres tasques en l'àmbit de l'espectacle. Els més cèlebres en la seva carrera per separat són el bateria Max Weinberg, que ha conduït The Max Weinberg 7 a Late Night with Conan O'Brien entre 1993 i 2010, i Steven Van Zandt, que ha interpretat Silvio Dante a la famosa sèrie de televisió The Sopranos des de 1999 fins a 2007.

## Membres
L'E Street Band va ser formada a l'octubre de 1972, tot i que no va ser coneguda com a tal fins al setembre de 1974. Durant la seva carrera, Springsteen havia format altres bandes de suport, però l'E Street Band ha estat junta aproximadament al llarg de la seva carrera durant les quatre últimes dècades.
La formació original estava integrada per Garry Tallent, Clarence Clemons, Danny Federici, Vini Lopez i David Sancious. La banda va treure el seu nom del carrer a Belmar (Nova Jersey) on residia la mare de Sancious, situada al número 1107, i al garatge de la qual solien assajar. El debut discogràfic de Springsteen amb l'E Street Band, Greetings from Asbury Park, N.J., va tenir lloc el 1972, i la primera gira nacional va començar l'octubre del mateix any. Sancious, tot i que va tocar en l'àlbum, no va sortir de gira, i no va ser fins a juny de 1973 quan va començar a aparèixer freqüentment en l'escenari amb el grup.

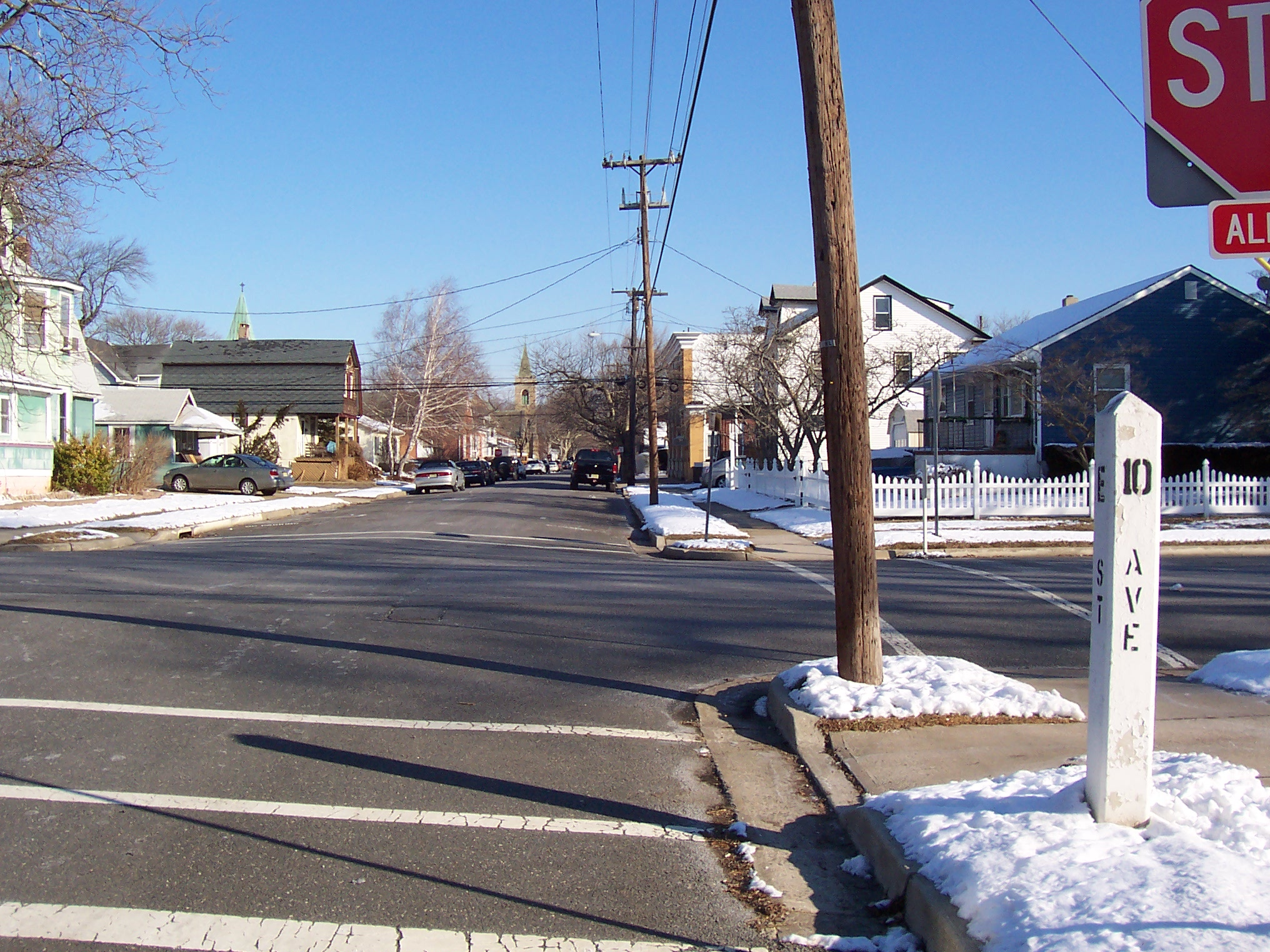
Intersecció de l'E Street amb la 10th Avenue a Belmar (Nova Jersey).

Al febrer de 1974, el bateria Lopez va ser reemplaçat breument per Ernest Carter. Pocs mesos després, a l'agost de 1974, Sancious i Carter van deixar el grup per formar Tone, la seva pròpia banda de jazz fusion, i van ser reemplaçats respectivament per Roy Bittan als teclats i per Max Weinberg  a la bateria. La violinista Suki Lahav es va unir breument com a membre del grup abans d'abandonar-lo el març de 1975 per emigrar a Israel, on va obtenir èxit com a compositora i novel·lista. Per la seva banda, Steven Van Zandt, associat durant anys a Springsteen, es va unir oficialment al grup el juliol de 1975.
La formació es va mantenir estable fins a començaments de la dècada de 1980, quan Van Zandt va abandonar el grup per emprendre una carrera en solitari, un canvi que va ser anunciat el 1984. Van Zandt, que va tornar a unir-se al grup el 1995, va ser reemplaçat per Nils Lofgren, moment en què també es va incorporar la qui després seria dona de Springsteen, Patti Scialfa.
El 2002, el grup va incloure la violinista Soozie Tyrell, que havia treballat prèviament amb Springsteen al començament de la dècada de 1990. El seu vincle amb la E Street Band no ha estat del tot aclarit, atès que en alguns comunicats de premsa de Shore Fire Mitjana és anomenada com a «artista convidada», mentre que en les notes de We Shall Overcome: The Seeger Sessions hi apareix com a «violinista amb la E Street Band» i d'altres comunicats no la mencionen.
Després de la mort de Clemons el 2011, l'E Street Band es va veure augmentada per una secció de vents ocasionalment anomenada The Miami Horns i que inclou Jake Clemons, Richie Rosenberg i Mark Pender, entre d'altres.

## Discografia
Àlbums i singles amb la E Street Band
Amb Bruce Springsteen - Part 1: 
- Greetings from Asbury Park, N.J. (1973)
- The Wild, the Innocent & the E Street Shuffle (1973)
- Born to Run (1975)
- Darkness on the Edge of Town (1978)
- The River (1980)
- Born in the U.S.A. (1984)
- Live/1975-85 (1986)
- Tunnel of Love (1987) (tot i que la formació apareix als crèdits i tots els membres toquen al disc, no hi toquen mai tots plegats)
- Chimes of Freedom (1988)
- Greatest Hits (1995)
- Blood Brothers (EP) (1996)
- Tracks (1998)
- 18 Tracks (1998)
- Live In New York City (2001)
- The Rising (2002)
- The Essential Bruce Springsteen (2003)
- Magic (2007)

Amb Gary U.S. Bonds
- Dedication (1981)
- On The Line (1982)

Altres àlbums/singles
- Ronnie Spector & The E Street Band: "Say Goodbye To Hollywood" / "Baby Please Don't Go" (1977)
- Musicians United for Safe Energy: No Nukes (1979)
- Various artists: In Harmony 2 (1981)
- Various artists: A Very Special Christmas (1987)
- Various artists: Folkways - A Vision Shared (1988)
- Darlene Love: All Alone At Christmas (1992)
- Various artists: The Concert for the Rock & Roll Hall of Fame (1996)
- Varius artists: Enjoy Every Sandwich - The Songs Of Warren Zevon

Àlbums i singles amb només dos o més membres individuals de la formació
Amb Bruce Springsteen - Part 2: 
En aquests àlbums no s'esmenta la E Street Band; tanmateix, alguns membres de la formació i apareixen en cadascun, inclosa la cantant i dona de Springsteen, Patti Scialfa, que apareix en tots.
- Human Touch (1992) (Bittan, Scialfa, Sancious)
- Lucky Town (1992) (Bittan, Scialfa, Tyrell -membre a venir-)
- In Concert/MTV Plugged (1992) (Bittan, Scialfa)
- The Ghost of Tom Joad (1995) (Federici, Tallent, Scialfa, Tyrell)
- Devils & Dust (2005) (Federici, Scialfa, Tyrell)
- We Shall Overcome: The Seeger Sessions (2006) (Scialfa, Tyrell)

Amb Meat Loaf
- Bat out of Hell (1977)
- Dead Ringer (1981)

Amb Southside Johnny & The Asbury Jukes
- Hearts Of Stone (1978)
- Better Days (1992)

Amb Bonnie Tyler
- Faster Than The Speed Of Night (1983)
- Secret Dreams and Forbidden Fire (1986)
- Bitterblue, Roy Bittan (arranjador, teclats, productor) (1991)

Altres artistes
- Ian Hunter: You're Never Alone With A Schizophrenic (1979)
- Garland Jeffreys: Escape Artist (1980)
- Jim Steinman: Bad For Good (1981)
- Little Steven & The Disciples Of Soul: Men Without Women (1982)
- Clarence Clemons: Hero (1985)
- Artists United Against Apartheid: Sun City (1985)
- Jersey Artists For Mankind: "We Got The Love" / "Save Love, Save Life" (1986)
- Ringo Starr: Ringo Starr And His All-Starr Band (1990)
- Nils Lofgren: Silver Lining (1990)
- Steven Roque: The Hoarse Whisperer (1990)
- Killer Joe: Scene Of The Crime (1991)
- Bob Dylan: The Bootleg Series Vol. III (1991)
- Patti Scialfa: Rumble Doll (1993), "23rd Street Lullaby" (2004)
- Soozie Tyrell: White Lines (2003)